# 劳启铿
劳启铿，浙江石门（今浙江桐乡）人，是一名清朝政治人物。
劳启铿曾于1737年接替王企堂任奉贤县知县一职，1737年由许逢元接任。